# Jean de Riquer
Pour les articles homonymes, voir Riquer.
Jean de Riquer, né le 18 septembre 1912 à Oloron-Sainte-Marie où il est décédé le 15 avril 1993, est un artiste, peintre et graveur français. Pendant la Seconde Guerre mondiale, il crée un groupe de Résistance à Oloron. Il est déporté au camp de concentration de Dachau. Après la guerre, il participe à diverses explorations, notamment au Groenland en tant que membre des Expéditions polaires françaises - Missions Paul-Emile Victor.

## Origines familiales: noblesse espagnole et monde des arts
Son père, Alexandre de Riquer (1856-1920), 7e comte de Casa Dávalos, est une figure de proue de l’art nouveau et du modernisme catalan.
Sa mère, Marguerite Laborde (1880-1973), originaire d’Oloron-Sainte-Marie, est une femme de lettres, connue sous le nom de plume « Andrée Béarn ».
C’est en 1910, grâce au bibliophile Octave Uzanne (ami de sa sœur Augusta), que Marguerite Laborde rencontre Alexandre de Riquer. Veuf depuis 1899, celui-ci se remarie en 1911 avec Marguerite, qui s’installe avec lui à Barcelone. En 1912 et 1913, le couple séjourne en Béarn. En 1914, en raison de la mésentente entre Marguerite et Emilia (fille issue du premier mariage d’Alexandre), le couple se sépare. Avec son fils Jean (né le 18 septembre 1912), Marguerite retourne vivre dans la maison familiale du quartier médiéval Sainte-Croix, à Oloron. Elle y retrouve ses deux sœurs : Augusta qui tient boutique et Marie qui est sage-femme. Toutes deux entretiendront des relations quasiment maternelles avec leur neveu Jean. Alexandre se retire en 1917 à Majorque où il meurt en 1920, après s’être réconcilié avec son épouse qui l’y a rejoint.

## Peintre et graveur
Secrétaire de mairie de la ville d’Oloron-Sainte-Marie où il a la responsabilité de l’état civil, Jean de Riquer est avant tout un artiste autodidacte, peintre et graveur en taille-douce.
Avec son ami André Lombard, il crée le Cercle artistique oloronais et organise des expositions dans la salle des fêtes du Grand hôtel de la Poste, auxquelles participent le peintre palois René-Marie Castaing (1896-1943, Grand prix de Rome 1924), les sculpteurs Ernest Gabard (1879-1957) et Viatcheslav Garine (1891-1957), le dessinateur, peintre et caricaturiste Paul Mirat (1885-1966), le peintre expressionniste de l’École de Paris Rodolphe Caillaux (1904-1989) et le peintre Léon Heymann (ces deux derniers étant des Parisiens repliés en Béarn en 1940).
Exposant temporaire, puis membre associé de la Société des artistes méridionaux (sise à Toulouse) entre 1937 et 1951, Jean de Riquer participe aux expositions organisées par cette société.
Après avoir publié Images d’Oloron en 1948, il publie en 1957, accompagnées d’un texte de Raymond Ritter, 15 gravures en taille-douce sur cuivre dans l’ouvrage Charmes et merveilles de la Soule préfacé par Léon Bérard.
En 1973, cinq estampes de Jean de Riquer sont présentées par la Bibliothèque nationale lors de l’exposition intitulée L’estampe contemporaine à la Bibliothèque nationale.

## Soutien des républicains pendant la guerre d’Espagne
En septembre 1937, lors d’une brève visite à Oloron, sa ville natale, François Mazou (combattant des Brigades internationales) y reçoit un accueil enthousiaste, dans une atmosphère de Front populaire. Dans ses souvenirs, il note que Jean de Riquer avait peint les grandes oriflammes qui décoraient la façade du bâtiment servant de siège aux activistes.

## Mobilisé pendant la «drôle de guerre»
Le 1er septembre 1939, Jean de Riquer est mobilisé comme sergent dans un bataillon de chasseurs des Pyrénées.
En tant que sous-officier de la 7e Armée (à laquelle est rattaché son bataillon) et combattant ayant pris part aux opérations du 5 au 24 juin 1940, resté en armes dans son unité, il se voit décerner la croix de guerre, sur décision du général Aubert Frère, qui commande alors l’une des rares unités à n’avoir pas capitulé en rase campagne.
Démobilisé après la débâcle de mai-juin 1940, il reprend ses fonctions à la mairie à Oloron.

## Résistant pendant la seconde guerre mondiale

### Fondateur d’un groupe de résistance à Oloron
Avec quelques amis sûrs, Jean de Riquer prend l’initiative d’aider des fugitifs (juifs, résistants, réfractaires au Service du travail obligatoire, prisonniers évadés, proscrits en tous genres…) à se cacher et à passer en Espagne, généralement vers la vallée de Roncal, en Navarre.
Ses fonctions administratives lui permettent de truquer les registres et de fabriquer divers laissez-passer, fausses cartes d’alimentation et fausses pièces d’identité (en particulier pour des Juifs souhaitant franciser leur patronyme).
Ses activités artistiques lui servent de couverture : les responsables nazis locaux sont friands des expositions qu’il organise dans le cadre du Cercle artistique oloronais.
Le groupe « De Riquer », créé au cours du deuxième semestre 1942, sera reconnu au titre de la résistance intérieure française et homologué au Journal officiel de la République française dans la catégorie des « Groupes divers ».

### Chef local de l’Armée secrète
Contacté par Jean Bonnemason (son ancien capitaine des chasseurs des Pyrénées), Jean de Riquer accepte d’organiser la Résistance dans l’arrondissement d’Oloron, sous l’autorité de chefs résidant à Pau et engagés dans le mouvement Combat, l’une des composantes de l’Armée secrète, de tendance gaulliste : Honoré Baradat (pseudonyme : Achille), Ambroise Bordelongue (pseudonyme : Michel) et Paul Boudoube (pseudonyme : Ramena).
Il reçoit la liste des « contacts » qu’il peut joindre en toute confiance à Pau, à Oloron et dans la vallée d'Aspe. Sa première tâche consiste à recruter des agents en groupes de six bien cloisonnés entre eux. Ses missions : établissement de faux papiers, passages et renseignement. Il contribue aussi au ravitaillement du maquis de républicains espagnols et du maquis de réfractaires, animé par des Francs-tireurs et partisans (FTP) d’inspiration communiste.
C’est ainsi que Jean de Riquer devient l’un des responsables locaux de l’Armée secrète, sous le pseudonyme d’Alexandre, prénom de son défunt père.

### Chef militaire de la compagnie d’Oloron
Lors de la constitution des unités militaires, Jean de Riquer devient le chef de la compagnie d’Oloron, rattachée au secteur 3 dit « secteur de la vallée d’Aspe ». Au début de 1944, cette compagnie comprendra 112 membres, dont 12 officiers et 15 sous-officiers.
Ne parvenant pas à obtenir des armes par le canal de l’Armée Secrète, il prend contact, par le truchement de Christian de Roquemaurel (membre de l’Armée Nouvelle, organisation liée à l'Organisation de résistance de l'Armée, de tendance giraudiste, du nom du général Henri Giraud), avec Jacques Galtier d’Auriac, Oloronais membre de cette organisation, qui accepte d’être placé sous son commandement.
La compagnie d’Oloron opère des sabotages (notamment sur des lignes à haute tension et des voies ferrées), prépare des terrains d’atterrissage et réceptionne des parachutages.
Ainsi, le 18 octobre 1943, un comité de réception (composé de Jean de Riquer et de 18 camarades parmi lesquels Jean Bonnemason et Jacques Galtier d’Auriac) récupère une douzaine de conteneurs (armement, postes émetteurs, espèces, cigarettes…) parachutés au Faget, non loin d’Oloron. Le matériel est provisoirement entreposé dans une grange. Au terme de nombreuses navettes nocturnes, il est transporté et déposé dans les combles de la mairie, au-dessus de la salle du Conseil municipal.
Grâce à ses nouveaux contacts avec l’Armée Nouvelle, Jean de Riquer obtient pour lui-même un poste émetteur-récepteur, des jumelles, des armes, de fausses cartes nationales d’identité (document récemment créé par le régime de Philippe Pétain) et de l’argent à verser aux familles cachant des réfractaires.
À la demande d’Honoré Baradat, chef départemental de l’organisation Noyautage des administrations publiques (NAP), il propose, en vue de la Libération, le futur sous-préfet, des futurs conseillers généraux, municipaux et des députés.
Fin mai 1944, Raoul Prat (commandant du secteur 3) lui apprend qu’il est démis de ses fonctions de chef de la compagnie d’Oloron, le général de Gaulle souhaitant empêcher les giraudistes d’occuper un poste-clé lors de la Libération.
La figure du résistant Jean de Riquer est évoquée dans un roman historique de Pierre Dayad.

### Arrêté par la Gestapo et déporté à Dachau
Le 3 juin 1944, Jean de Riquer est arrêté à Pau par la Gestapo, interrogé les 3 et 4 juin par Heinrich Sasse à la villa Briol (siège de la Gestapo à Oloron), de nouveau « interrogé » à la villa Saint-Albert (siège de la Gestapo à Pau), puis transféré au fort du Hâ (ou château du Hâ) à Bordeaux. Le 27 juin, il est embarqué dans un train vers le camp de concentration de Dachau où il arrive le 7 juillet. Il y est enregistré sous le matricule 78357. Il est affecté aux Kommandos d’Allach, puis de Kaufbeuren et, à nouveau, d’Allach, où il travaille pour les usines Bayerische Motoren Werke (BMW).
Il est libéré le 30 avril 1945 par les forces américaines. Les tortures et les souffrances endurées lui laisseront des séquelles, physiques et morales. Il conservera de durables liens d’amitié avec certains de ses compagnons d’infortune, parmi lesquels le journaliste Fabien Lacombe (1921-1993), auteur d’un émouvant poème composé à la Noël 1944 à Kaufbeuren.
Dans l’immédiat après-guerre, il illustre par des dessins le livre de souvenirs de Georges Loustaunau-Lacau, chef-fondateur du réseau Alliance, déporté politique au camp de Mauthausen.
Jean de Riquer déclare avoir identifié les responsables de son arrestation : des compatriotes dont il taira les noms, afin de ne pas faire de tort à leurs descendants. Cependant, cette question constitue encore un objet d’études pour des historiens.

## Explorateur
De retour de Dachau, Jean de Riquer reprend ses fonctions à la mairie d’Oloron, ainsi que ses activités artistiques et associatives. Par ailleurs, il participe à deux explorations.

### Au Groenland avec Paul-Émile Victor (en 1950)
En 1950, Jean de Riquer participe à la troisième campagne des Expéditions polaires françaises au Groenland qui, sous la direction de Paul-Émile Victor, vise à poursuivre l’étude scientifique de l’inlandsis et à assurer la relève des 8 hommes qui ont hiverné dans la Station centrale établie lors de la campagne précédente au cœur de l’inlandsis, à 2965 m d'altitude, par 70° 55' N et 40° 37' W.
Jean de Riquer est engagé en tant qu’assistant topographe dans la section de géodésie dirigée par le colonel Jean Nevière (ancien officier géodésien du Service géographique de l’Armée), aux côtés de Jean Bourgoin (ingénieur hydrographe de la Marine) et Maurice Grisoni (aide géodésien).
Leur principale mission consiste à établir le profil de la surface de l’inlandsis, par la méthode dite du « nivellement géodésique ». La synthèse des résultats de la section de géodésie et de ceux de la section de géophysique et sismologie (dirigée par Alain Joset) permettra de déterminer l’épaisseur de glace, ainsi que le profil du socle rocheux sous-jacent.
À cet objectif principal s’en ajoutent deux autres : la mesure des déplacements de la surface de l’inlandsis dans la zone sujette à la fonte, ainsi que la cartographie et le balisage de litinéraire dans cette région dangereuse, afin d’y sécuriser le passage des convois.
Au terme d’une traversée mouvementée, l’expédition atteint la baie de Quervain (sur la côte ouest du Groenland) fin mai 1950. Après avoir participé aux travaux de remise en état de la piste d’accès à l’inlandsis (aujourd’hui empruntée par les touristes), la section de géodésie commence sa mission : nivellement géodésique sur 320 km jusqu’à la Station centrale (qu’elle atteint le 1er juillet), puis sur 240 km vers l’est-sud-est, jusqu’au « Terme Nevière » (qu’elle atteint le 6 juillet après avoir franchi la ligne de crête à plus de 3 000 km d’altitude).
De retour dans la région ouest, la section de géodésie poursuit sa mission dans la zone de fonte, louvoyant entre bédières et crevasses camouflées par des ponts de neige. Il faut marcher devant les véhicules à chenille, en sondant la neige avec un bâton. Malgré ces précautions, les véhicules basculent dans des crevasses, à de multiples reprises. Les géodésiens achèvent la descente à pied, lourdement chargés. Fin septembre, les véhicules seront récupérés lors de deux périlleux raids pédestres. En attendant, Jean de Riquer participe à la construction de la « cabane de Paul-Emile Victor », au-dessus de Port Victor, en baie de Quervain (encore utilisée aujourd’hui comme refuge par les randonneurs).
Cette expédition, qui s’inscrit dans la période dite « héroïque » des Expéditions polaires françaises, se rattache encore, par bien des aspects, aux anciennes traditions des explorations polaires.

### Au mont Ararat à la recherche de l’arche de Noé (en 1952)
Jean de Riquer, qui a pris goût aux explorations, est admis dans la Société des explorateurs et voyageurs français (fondée en 1937 et rebaptisée « Société des explorateurs français » après 1999), dont Paul-Emile Victor fut président en 1947-1948, puis 1954-1955. Grâce à divers appuis, Jean de Riquer obtient des autorités turques l’autorisation de monter une expédition dans la zone militaire interdite de l’Ararat.
En octobre 1951, il annonce dans la presse son projet d’expédition au mont Ararat, à la recherche de vestiges de l’arche de Noé. Le professeur Louis Massignon déclare : « Bien entendu, il n’a aucune chance de retrouver l’arche, si toutefois celle-ci a jamais existé. Mais il ne faut décourager aucun homme de bonne volonté. Ce ne serait pas la première fois que, partant sur une donnée fausse, on ferait une trouvaille tout à fait inattendue… ».
En juin 1952, Jean de Riquer part avec Raymond Zubiri, Fernand Navarra (qui finance l’expédition), Michel Veilhan (ancien officier d’état-major) et deux cinéastes, Jean-Claude Sée et Roger Kirschner (membre des Expéditions polaires françaises). Après avoir traversé en voiture l’Italie, la Yougoslavie et la Grèce, l’expédition gagne Ankara, puis le Kurdistan situé en Turquie extrême-orientale. Objectif : gravir le mont Ararat, haut de 5165 mètres, et explorer ses glaciers.
L’ascension a lieu en août 1952, dans des conditions météorologiques difficiles. Des camps successifs sont établis à flanc de montagne. Conduite par Jean de Riquer, et accompagnée d’un détachement militaire turc, l’expédition atteint le sommet le 18 août 1952, après 11 heures de marche dans une tempête de neige. Mais les recherches de vestiges de l’arche demeurent sans résultat, y compris dans la zone de l’anomalie d'Ararat repérée par des aviateurs soviétiques (voir à ce sujet les articles parus à l’époque dans le quotidien Le Monde). Cette expédition est évoquée dans un article d’une société savante et dans l’ouvrage de J. David Pleins.

## Distinctions
- Croix de guerre 1939-1945
- Croix de chevalier de l’Ordre national de la Légion d'honneur
- Médaille de l’Ordre des Arts et des Lettres

## Voies baptisées des noms de Jean de Riquer et de ses parents
- Rue Alexandre et Jean de Riquer à Oloron-Sainte-Marie
- Rue Andrée Béarn à Oloron-Sainte-Marie.